# کریس باش
کریستوفر وسن باش (به انگلیسی: Christopher Wesson Bosh) ‏ (۲۴ مارس ۱۹۸۴ در دالاس) بازیکن بسکتبال اهل ایالات متحده آمریکا است که در تیم میامی هیت در ان‌بی‌ای بازی می‌کرد. در اواخر دوران بازیکنی این بازیکن، نوعی بیماری مربوط به انسداد رگها در وی مشاهده شد که طبق تشخیص پزشکان باید برای مدتی وی از ورزش حرفه ای دوری می‌کرد، در نتیجه او دیگر نتوانست بسکتبال حرفه ای را ادامه دهد. او دانش‌آموخته رشته مدیریت از مؤسسه فناوری جورجیا است.